# Das weiße Stadion
Das weiße Stadion ist ein schweizerischer Dokumentarfilm des Regisseurs Arnold Fanck über die Olympischen Winterspiele im Februar 1928 in St. Moritz. Es handelt sich um die erste filmische Dokumentation Olympischer Winterspiele überhaupt.

## Inhalt
Der Film beginnt mit winterlichen Landschaftsaufnahmen im Engadin. Mit der Rhätischen Bahn geht es nach St. Moritz; andere Gäste reisen per Automobil an. Die Chantarella-Drahtseilbahn bringt Hobby-Skisportler in das Skigebiet oberhalb St. Moritz, während im Tal die olympischen Sportler trainieren. Nach letzten Präparierungen der Sportstätten wird sodann der Verlauf der Spiele, beginnend mit der Eröffnungsfeier im Stadion St. Moritz im Schneesturm, mit den einzelnen Disziplinen dargestellt.
Es sind zu sehen:
- 500 Meter Eisschnelllauf: Lauf zwischen John Farrell (USA) und Bertel Backman (FIN) sowie das Finale zwischen Weltmeister Clas Thunberg (FIN) und Bernt Evensen (NOR), das zeitgleich endete und zu einem geteilten Olympiasieg führte.
- 5000 Meter Eisschnelllauf: Finallauf zwischen Ivar Ballangrud (NOR) und Julius Skutnabb (FIN); es folgen Zeitlupenaufnahmen von Thunberg (FIN) und Arthur Vollstedt (GER)
- 50 Kilometer Skilanglauf: unter anderem mit Ole Hegge (NOR), Per-Erik Hedlund (SWE), Olav Kjelbotn (NOR) und der Schweizer Mannschaft, bestehend aus Hans Zeier, Robert Wampfler, Carlo Gourlaouen und Walter Bussmann. Mit dem Sieg Hedlunds sind die favorisierten Norweger zum ersten Mal geschlagen.
- Militärpatrouillenlauf (30 Kilometer Mannschaft): Im Kampf der Favoriten Norwegen, Finnland und Deutschland gewinnt Norwegen mit Ole Imerslund Reistad als Anführer der Militärpatrouille.
- Curling
- Mit einer Karawane aus Pferdeschlitten geht es zur etwas abgelegenen Skisprung-Olympiaschanze. Im Skisprungwettbewerb zu sehen sind Erich Recknagel (GER), Sigmund Ruud (NOR) und Alf Andersen (NOR), letztere mit dem norwegischen Doppelsieg mit jeweils 64 Metern. Weltmeister Jacob Tullin Thams (NOR) versucht sich an einem Weltrekordsprung, stürzt aber bei 73 Metern Sprungweite.
- Skeleton und Bob werden auf der Natureisbobbahn von St. Moritz ausgetragen. Im Skeleton konzentriert sich der Kampf auf England gegen Amerika, zu sehen sind Lord Northesk (ENG) und Jack und Jennison Heaton (USA). Im Bob werden die Mannschaften aus der Schweiz, Deutschland und Amerika gezeigt, die sich im Fünferbob auf dem Bauch liegend und Kopf nach vorn die Eisrinne hinabstürzen.
- Auf dem gefrorenen St. Moritzersee werden ein Pferderennen und der Demonstrationswettbewerb im Skijöring ausgetragen, Sieger Rudolf Wettstein (SUI) wird im Porträt gezeigt.
- Eiskunstlauf Herren: Nathaniel Niles (USA), Roger Turner (USA), Marcus Nikkanen (FIN), Montgomery Wilson (CAN), Karl Schäfer (AUT), Willy Böckl (AUT) und Weltmeister und Olympiasieger Gillis Grafström (SWE)
- Eiskunstlauf Damen: Melitta Brunner (AUT), Elly Winter (GER), Maribel Vinson (USA), Ellen Brockhöft (GER), Beatrix Loughran (USA) und Constance Wilson (CAN)
- Eiskunstlauf Paare: Melitta Brunner/Ludwig Wrede (AUT), Libuše Veselá/ Vojtěch Veselý (TCH), Ilse Kishauer/Ernst Gaste (GER), Beatrix Loughran/Sherwin Badger (USA), Josy Van Leberghe/Robert Van Zeebroeck (BEL), das Weltmeisterpaar Andrée Joly/Pierre Brunet (FRA), Lilly Scholz/Otto Kaiser (AUT) und Theresa Weld Blanchard/Nathaniel Niles (USA)
- Die jungen Eiskunstläuferinnen posieren vor der Kamera, Sonja Henie gibt eine Demonstration ihres Könnens mit einem ausführlichen Lauf vor begeistertem Publikum.
- Eishockey: Kanada-Schweiz. Mit Augenzwinkern sagt der erste Zwischentitel, das sei das einzige Match, bei dem die seit 30 Jahren unbezwungenen Kanadier durch die brillante Spieltechnik der Schweizer beinahe ein Tor verloren haben. Nach jedem Tor der hoch überlegenen Kanadier ist der Wechsel der Ziffern auf der manuellen Anzeigetafel zwischengeschnitten. Das Spiel endete 13:0.

Mit einer Showveranstaltung – einer Art Eisfasching – und der Preisverleihung an Norwegen, den Sieger der Nationenwertung, enden die Spiele. Der Film klingt mit Winterimpressionen aus.

## Hintergrund
Fanck schuf mit diesem Film einen neuen Typ der Sportreportage mit einer eigenen ästhetischen Qualität, sodass der Olympia-Film in den Kinos gezeigt werden konnte. Fanck widmet den Film in einem einleitenden Text den „Millionen“, die nicht die Gelegenheit hatten, selbst bei den Spielen anwesend zu sein. Die Winterlandschaft des Engadins wird aus der Perspektive der mit dem Zug in Sankt Moritz eintreffenden Sportler und Gäste gezeigt. Dabei montiert Fanck Natureindrücke, technische Nahaufnahmen des Zuges und der Bahnhöfe in St. Moritz und Tirano sowie sinnliche Aufnahmen von Reisenden.
Alle Sportaufnahmen sind durch den Einsatz der Zeitlupe in ihren Details herausgestellt, wie sie später auch Fancks Schülerin Leni Riefenstahl in ihrem Olympia-Film anwendete. Die Wettbewerbe im Eiskunstlauf werden durch rasch hintereinander geschnittene Aufnahmen der Vorführungen verschiedener Läufer wiedergegeben. Fanck zeigt das ausgiebig dokumentierte Eishockeyspiel aus verschiedenen, teils überraschenden Kameraperspektiven; so wechselt er von der Totalen, die von der Tribüne das Feld, aber auch die Berglandschaft erfasst, zu Nahaufnahmen der Spieler. Die beeindruckende Technik der Spieler, die Intensität der sportlichen Auseinandersetzung, aber auch psychologische Aspekte wie die Gegenüberstellung der beiden Torhüter werden von Fanck herausgearbeitet.
Fanck standen für die Dreharbeiten nur zwei Kameras zur Verfügung, mit denen er dennoch fast 30.000 Meter Film abfilmte. Für den Schnitt konnte er den Regisseur Walter Ruttmann als Unterstützung gewinnen, dazu Fanck: „Er nahm mir wenigstens den Schnitt des Aktes über das Schlittschuhlaufen ab und machte das so hervorragend, wie ich es vielleicht nicht hingekriegt hätte.“
Der Film wurde am 20. März 1928 im UFA-Pavillon am Nollendorfplatz in Berlin uraufgeführt.

## Zeitgenössische Rezeption
„Man kann diesen Film als einen der besten Sportfilme bezeichnen, und so wird er wohl von jedem Publikum sehr gerne gesehen werden.“

## Überlieferung
Bis 2011 galt der Film als verschollen. Nachdem im Bundesarchiv-Filmarchiv, dem Gosfilmofond Russlands und der Cinémathèque Suisse Teile des Films auf 16-Millimeter- und 35-Millimeter-Film aufgefunden wurden, ließ das Internationale Olympische Komitee 2012 eine restaurierte Fassung erstellen.